# Binanga Dua
Binanga Dua is een bestuurslaag in het regentschap Labuhan Batu Selatan van de provincie Noord-Sumatra, Indonesië. Binanga Dua telt 5459 inwoners (volkstelling 2010).